# Мисс Земля 2002
Мисс Земля 2002 (англ. Miss Earth 2002) — 2-й ежегодный конкурс красоты, проводился в театре Tanghalang Francisco Balagtas, Пасай, Филиппины. На конкурсе присутствовали представительницы 53 стран, что превысило количество конкурсанток на конкурсе Мисс Интернешнл 2002, таким образом он стал третьим по величине международным конкурсом красоты по количеству участников.
Победительницей стала представительница Боснии и Герцеговины Джейла Главович, которая также получила титул Мисс Талант. Однако, 28 мая 2003 года «Miss Earth Foundation» официально лишила её титула в связи с «несоблюдением ею условий контракта». Её титул перешёл первой вице-мисс, участнице из Кении Уинфред Омвакве. Официальная церемония коронации новой Мисс Земли прошла 7 августа 2003 года в Carousel Gardens, Мандалуйонг, Филиппины.

## Результаты

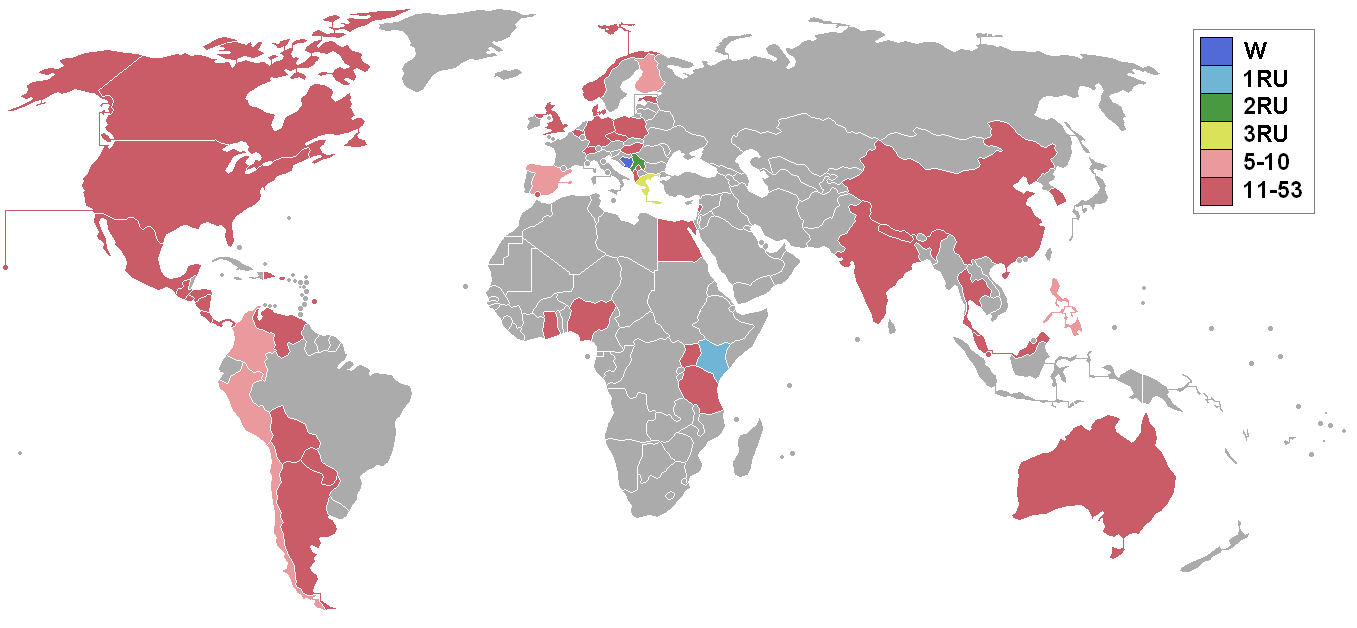
Страны-участницы конкурса «Мисс Земля» — 2002 года

### Места
| Итоговый результат  | Участница |
| ------------------- | --- |
| Мисс Земля 2002     | - Босния и Герцеговина — Джейла Главович (лишена титула) |
| Мисс Земля 2002     | - Кения — Уинфред Ада Омвакве (передан титул) |
| Мисс Земля — Воздух | - Югославия — Сладжана Божович (ранее Мисс Вода) |
| Мисс Земля — Вода   | - Греция — Джулиана Патрисия Дросу(ранее Мисс Огонь) |
| Мисс Земля — Огонь  | - Финляндия — Элина Хурве(стала Мисс Огонь) |
| Топ 10              | - Чили — Нажла София Абад - Колумбия — Диана Патрисия Ботеро - Перу — Клаудия Ортис де Зевальос - Филиппины — Эйприл Росс Перес - Испания — Кристина Карпинтеро |

### Специальные награды
| Награды                                         | Участница                              |
| ----------------------------------------------- | -------------------------------------- |
| Мисс Крупный план уверенная убийственная улыбка | Сербия и Черногория — Сладжана Божович |
| Мисс Дружба                                     | Гибралтар — Шарлин Гайвисо             |
| Мисс Фотогеничность                             | Филиппины — Эйприл Росс Перес          |
| Мисс Сансилк                                    | Колумбия — Диана Патрисия Ботеро       |
| Мисс Талант                                     | Босния и Герцеговина — Джейла Главович |
| Лучшая в национальном костюме                   | Республика Корея — Ли Джин-а           |
| Мисс Эйвон Колор                                | Чили — Нажла София Абад                |
| Лучшая в вечернем платье                        | Перу — Клаудия Ортис де Зевальос       |
| Лучшая в купальнике                             | Колумбия — Диана Патрисия Ботеро       |
| Мисс Пондс                                      | Греция — Джулиана Патрисия Дроссу      |
| Мисс Кремсилк                                   | Босния и Герцеговина — Джейла Главович |

### Порядок объявлений
| 1. Чили 2. Финляндия 3. Югославия 4. Испания 5. Греция 6. Перу 7. Кения 8. Колумбия 9. Филиппины 10. Босния и Герцеговина | 1. Греция 2. Босния и Герцеговина 3. Югославия 4. Кения |

## Участницы
Список участниц Мисс Земля 2002:
| - Албания — Аньеза Майя - Аргентина — Мерседес Апуццо - Австралия — Инеке Кандис Лефферс - Барбадос — Рамона Рамджит - Бельгия — Стефани Морил - Боливия — Сусана Валерия Вака Диес - Босния и Герцеговина — Джейла Главович - Канада — Мелани Грейс Беннетт - Чили — Нажла София Абад Гонсалес - Китай — Чжан Мэй - Колумбия — Диана Патрисия Ботеро Ибарра - Коста-Рика — Мария дель Мар Руис Карвальо - Чехия — Аполена Тумова - Дания — Юли Кристен Виллумсен - Доминиканская Республика — Йилда Сантана Суберви - Египет — Инес Гохар - Сальвадор — Элиса Сандоваль Родригес - Эстония — Мерилин Малмет - Финляндия — Элина Хурве - Германия — Мириам Тиле - Гана — Беверли Асамоа Джекти - Гибралтар — Чардин Гайвисо - Великобритания — Луиза Гловер - Греция — Джулиана Патрисия Дросу - Гватемала — Флоресита де Хесус Кобиан Асурдия - Гондурас — Лесли Паредес Бараона - Венгрия — Сильвия Тот | - Индия — Решми Гхош - Кения — Уинфред Омвакве - Республика Корея — Ли Джин-а - ООН Косово — Мирьета Зека - Ливан — Рагида Антун Фара - Малайзия — Памела Рамачандра - Мексика — Либна Вируэга Рольдан - Непал — Нира Гаутам - Никарагуа — Яноска Мариа Серда Урбина - Нигерия — Ванесса Ибиэне Экеке - Норвегия — Линн Наймак Олайсен - Панама — Каролина Лилибет Миранда Самудио - Парагвай — Адриана Ракель Баум Рамос - Перу — Клаудиа Ортис де Севаллос Кано - Филиппины — Эйприл Роуз Лим Перес - Польша — Агнешка Портка - Пуэрто-Рико — Дейдре Родригес - Сингапур — Гаятри Унниджкришан - Испания — Кристина Карпинтеро - Швейцария — Джейд Чанг - Танзания — Тауси Абдалла - Таиланд — Лалита Апайвонг - Уганда — Марта Семегура Намбаджве - США — Кейси Мари Бёрнс - Венесуэла — Дагмар Каталина Фоттерль Пелаэс - СР Югославия — Сладяна Бозович |

## Примечание

### Дебютировали
- Албания
- Барбадос
- Бельгия
- Босния и Герцеговина
- Чили
- Китай
- Чехия
- Египет
- Германия
- Гана
- Великобритания
- Греция
- Гондурас
- Республика Корея
- Республика Косово
- Мексика
- Непал
- Нигерия
- Норвегия
- Парагвай
- Польша
- Швейцария
- Уганда
- Югославия

### Отказались
During the contest
- Аруба — Jurraney Toppenberg walked out during the 2nd week.
- Бразилия — Adriana Luci de Souza Reis returned home with a kidney infection.
- Хорватия — Ivana Muciç

Перед конкурсом
- Италия
- Казахстан
- Латвия
- Нидерланды
- Новая Зеландия
- ЮАР
- Китайская Республика
- Турция
- Занзибар

## Международное вещание
| Локация                       | Вещатель                                             |
| ----------------------------- | ---------------------------------------------------- |
| Азиатско-Тихоокеанский регион | STAR World Asia                                      |
| Филиппины                     | STAR World Philippines, ABS-CBN,The Filipino Channel |
| США                           | Fox                                                  |
| Венесуэла                     | Venevision                                           |
| Япония                        | TV Asahi1                                            |